# Coupe de Suède de football 2013-2014
Navigation
Coupe de Suède 2013 Coupe de Suède 2015

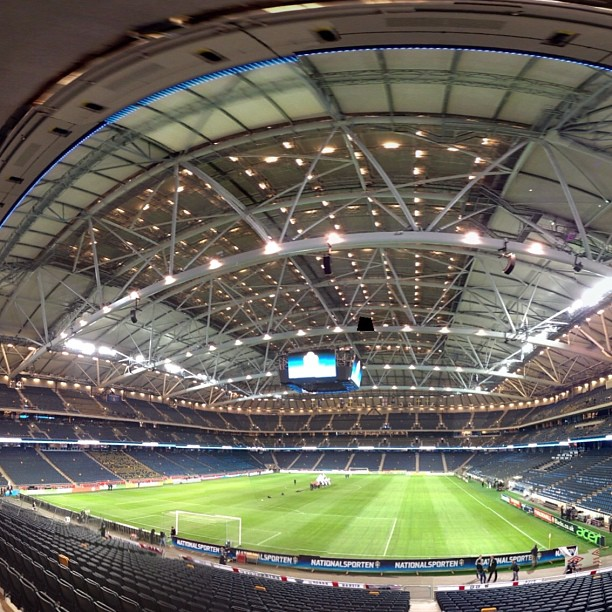

La coupe de Suède de football 2013-2014 est la 58e édition de la coupe de Suède de football, organisée par la Fédération suédoise de football. Elle est remportée pour la troisième fois par l’IF Elfsborg qui s’impose en finale face au Helsingborgs IF sur le score de 1-0.

## Premier tour
64 équipes de la D3 à la D7 disputent le premier tour.

## Deuxième tour
Les 32 équipes sorties victorieuses du premier tour sont opposées aux 32 équipes des deux premières divisions du championnat.

## Phase de groupes
Les 32 équipes sorties victorieuses du deuxième tour sont réparties en huit groupes de quatre.

### Groupe 1
| # | Équipe        | J | V | N | D | Bp | Bc | Diff | Pts |
| - | ------------- | - | - | - | - | -- | -- | ---- | --- |
| 1 | Malmö FF      | 3 | 3 | 0 | 0 | 13 | 3  | +10  | 9   |
| 2 | Hammarby IF   | 3 | 1 | 1 | 1 | 5  | 4  | +1   | 4   |
| 3 | Ängelholms FF | 3 | 1 | 1 | 1 | 3  | 3  | 0    | 4   |
| 4 | Degerfors IF  | 3 | 0 | 0 | 3 | 2  | 13 | -11  | 0   |

- 1er mars 2014 : Malmö FF 7 – 1 Degerfors IF
- 4 mars 2014 : Hammarby IF 0 – 0 Ängelholms FF
- 8 mars 2014 : Ängelholms FF 2 – 3 Malmö FF
- 9 mars 2014 : Degerfors IF 1 – 3 Hammarby IF
- 15 mars 2014 : Degerfors IF 0 – 3 Ängelholms FF
- 15 mars 2014 : Malmö FF 3 – 2 Hammarby IF

### Groupe 2
| # | Équipe         | J | V | N | D | Bp | Bc | Diff | Pts |
| - | -------------- | - | - | - | - | -- | -- | ---- | --- |
| 1 | IFK Göteborg   | 3 | 3 | 0 | 0 | 16 | 2  | +14  | 9   |
| 2 | GIF Sundsvall  | 3 | 1 | 1 | 1 | 4  | 4  | 0    | 4   |
| 3 | Hudiksvalls FF | 3 | 0 | 1 | 2 | 2  | 12 | -10  | 1   |
| 4 | IFK Värnamo    | 3 | 0 | 1 | 2 | 0  | 4  | -4   | 0   |

- 1er mars 2014 : Hudiksvalls FF 0 – 2 GIF Sundsvall
- 1er mars 2014 : IFK Göteborg 2 – 0 IFK Värnamo
- 8 mars 2014 : Hudiksvalls FF 0 – 10 IFK Göteborg
- 8 mars 2014 : GIF Sundsvall 0 – 0 IFK Värnamo
- 15 mars 2014 : IFK Värnamo 0 – 2 Hudiksvalls FF
- 15 mars 2014 : IFK Göteborg 4 – 2 GIF Sundsvall

### Groupe 3
| # | Équipe          | J | V | N | D | Bp | Bc | Diff | Pts |
| - | --------------- | - | - | - | - | -- | -- | ---- | --- |
| 1 | Helsingborgs IF | 3 | 3 | 0 | 0 | 11 | 1  | +10  | 9   |
| 2 | Ljungskile SK   | 3 | 1 | 1 | 1 | 3  | 2  | +1   | 4   |
| 3 | Torslanda IK    | 3 | 1 | 0 | 2 | 1  | 7  | -6   | 3   |
| 4 | Syrianska FC    | 3 | 0 | 1 | 2 | 2  | 7  | -5   | 1   |

- 1er mars 2014 : Helsingborgs IF 1 – 0 Ljungskile SK
- 2 mars 2014 : Torslanda IK 1 – 0 Syrianska FC
- 8 mars 2014 : Torslanda IK 0 – 5 Helsingborgs IF
- 9 mars 2014 : Syrianska FC 1 – 1 Ljungskile SK
- 13 mars 2014 : Ljungskile SK 2 – 0 Torslanda IK
- 16 mars 2014 : Helsingborgs IF 5 – 1 Syrianska FC

### Groupe 4
| # | Équipe        | J | V | N | D | Bp | Bc | Diff | Pts |
| - | ------------- | - | - | - | - | -- | -- | ---- | --- |
| 1 | IF Elfsborg   | 3 | 3 | 0 | 0 | 10 | 0  | +10  | 9   |
| 2 | Östers IF     | 3 | 1 | 1 | 1 | 6  | 5  | +1   | 4   |
| 3 | Östersunds FK | 3 | 1 | 0 | 2 | 6  | 8  | -2   | 3   |
| 4 | Rynninge IK   | 3 | 0 | 1 | 2 | 1  | 10 | -9   | 1   |

- 1er mars 2014 : IF Elfsborg 3 – 0 Östersunds FK
- 1er mars 2014 : Rynninge IK 1 – 1 Östers IF
- 8 mars 2014 : Rynninge IK 0 – 5 IF Elfsborg
- 9 mars 2014 : Östers IF 5 – 2 Östersunds FK
- 15 mars 2014 : Östersunds FK 4 – 0 Rynninge IK
- 15 mars 2014 : IF Elfsborg 2 – 0 Östers IF

### Groupe 5
| # | Équipe         | J | V | N | D | Bp | Bc | Diff | Pts |
| - | -------------- | - | - | - | - | -- | -- | ---- | --- |
| 1 | IK Sirius      | 3 | 3 | 0 | 0 | 6  | 2  | +4   | 9   |
| 2 | Djurgårdens IF | 3 | 2 | 0 | 1 | 7  | 3  | +4   | 6   |
| 3 | Halmstads BK   | 3 | 1 | 0 | 2 | 4  | 6  | -2   | 3   |
| 4 | Assyriska FF   | 3 | 0 | 0 | 3 | 0  | 6  | -6   | 0   |

- 2 mars 2014 : IK Sirius 2 – 1 Djurgårdens IF
- 2 mars 2014 : Halmstads BK 2 – 0 Assyriska FF
- 9 mars 2014 : Djurgårdens IF 2 – 0 Assyriska FF
- 9 mars 2014 : IK Sirius 2 – 1 Halmstads BK
- 16 mars 2014 : Assyriska FF 0 – 2 IK Sirius
- 16 mars 2014 : Djurgårdens IF 4 – 1 Halmstads BK

### Groupe 6
| # | Équipe              | J | V | N | D | Bp | Bc | Diff | Pts |
| - | ------------------- | - | - | - | - | -- | -- | ---- | --- |
| 1 | IF Brommapojkarna   | 3 | 2 | 1 | 0 | 5  | 0  | +5   | 7   |
| 2 | Åtvidabergs FF      | 3 | 1 | 1 | 1 | 6  | 3  | +3   | 4   |
| 3 | Jönköpings Södra IF | 3 | 1 | 1 | 1 | 4  | 4  | 0    | 4   |
| 4 | Carlstad United BK  | 3 | 0 | 1 | 2 | 2  | 10 | -8   | 1   |

- 1er mars 2014 : Carlstad United 0 – 4 IF Brommapojkarna
- 2 mars 2014 : Åtvidabergs FF 4 – 0 Jönköpings Södra IF
- 8 mars 2014 : Carlstad United 2 – 2 Åtvidabergs FF
- 9 mars 2014 : IF Brommapojkarna 0 – 0 Jönköpings Södra IF
- 15 mars 2014 : Jönköpings Södra IF 4 – 0 Carlstad United
- 15 mars 2014 : Åtvidabergs FF 0 – 1 IF Brommapojkarna

### Groupe 7
| # | Équipe             | J | V | N | D | Bp | Bc | Diff | Pts |
| - | ------------------ | - | - | - | - | -- | -- | ---- | --- |
| 1 | GAIS               | 3 | 2 | 1 | 1 | 3  | 1  | +2   | 7   |
| 2 | Gefle IF           | 3 | 1 | 2 | 0 | 3  | 2  | +1   | 5   |
| 3 | IFK Norrköping     | 3 | 1 | 1 | 1 | 3  | 2  | -1   | 4   |
| 4 | Athletic FC United | 3 | 0 | 0 | 3 | 0  | 4  | -4   | 0   |

- 1er mars 2014 : IFK Norrköping 0 – 1 GAIS
- 2 mars 2014 : AFC United 0 – 1 Gefle IF
- 9 mars 2014 : AFC United 0 – 2 IFK Norrköping
- 9 mars 2014 : Gefle IF 1 – 1 GAIS
- 16 mars 2014 : GAIS 1 – 0 AFC United
- 16 mars 2014 : IFK Norrköping 1 – 1 Gefle IF

### Groupe 8
| # | Équipe        | J | V | N | D | Bp | Bc | Diff | Pts |
| - | ------------- | - | - | - | - | -- | -- | ---- | --- |
| 1 | BK Häcken     | 3 | 3 | 0 | 0 | 9  | 1  | +8   | 9   |
| 2 | Mjällby AIF   | 3 | 2 | 0 | 1 | 3  | 3  | 0    | 6   |
| 3 | Örgryte IS    | 3 | 1 | 0 | 2 | 2  | 5  | -3   | 3   |
| 4 | Sandvikens IF | 3 | 0 | 0 | 3 | 2  | 7  | -5   | 0   |

- 1er mars 2014 : BK Häcken 2 – 0 Örgryte IS
- 1er mars 2014 : Sandvikens IF 0 – 1 Mjällby AIF
- 8 mars 2014 : Sandvikens IF 1 – 4 BK Häcken
- 8 mars 2014 : Mjällby AIF 2 – 0 Örgryte IS
- 15 mars 2014 : BK Häcken 3 – 0 Mjällby AIF
- 16 mars 2014 : Örgryte IS 2 – 1 Sandvikens IF

## Phase finale
Les huit équipes arrivées en tête de leur groupe se qualifient pour la phase finale.
|  | Quarts de finale          | Quarts de finale          |                 |   | Demi-finales        | Demi-finales        |  |  | Finale                 | Finale                 |
|  | Quarts de finale          | Quarts de finale          |                 |   | Demi-finales        | Demi-finales        |  |  | Finale                 | Finale                 |
|  |                           |                           |                 |   |                     |                     |  |  |                        |                        |
|  | 22 mars 2014, Helsingborg | 22 mars 2014, Helsingborg |                 |   | 1er mai 2014, Malmö | 1er mai 2014, Malmö |  |  | 18 mai 2014, Stockholm | 18 mai 2014, Stockholm |
|  | 22 mars 2014, Helsingborg | 22 mars 2014, Helsingborg |                 |   | 1er mai 2014, Malmö | 1er mai 2014, Malmö |  |  | 18 mai 2014, Stockholm | 18 mai 2014, Stockholm |
|  | Helsingborgs IF           | 2                         |                 |   | 1er mai 2014, Malmö | 1er mai 2014, Malmö |  |  | 18 mai 2014, Stockholm | 18 mai 2014, Stockholm |
|  | Helsingborgs IF           | 2                         |                 |   | 1er mai 2014, Malmö | 1er mai 2014, Malmö |  |  | 18 mai 2014, Stockholm | 18 mai 2014, Stockholm |
|  | GAIS                      | 1                         |                 |   | 1er mai 2014, Malmö | 1er mai 2014, Malmö |  |  | 18 mai 2014, Stockholm | 18 mai 2014, Stockholm |
|  | GAIS                      | 1                         | Malmö FF        | 0 |                     |                     |  |  | 18 mai 2014, Stockholm | 18 mai 2014, Stockholm |
|  | 22 mars 2014, Malmö       |                           | Malmö FF        | 0 |                     |                     |  |  | 18 mai 2014, Stockholm | 18 mai 2014, Stockholm |
|  |                           | Helsingborgs IF           | 2               |   |                     |                     |  |  | 18 mai 2014, Stockholm | 18 mai 2014, Stockholm |
|  | Malmö FF                  | Helsingborgs IF           | 2               | 2 |                     |                     |  |  | 18 mai 2014, Stockholm | 18 mai 2014, Stockholm |
|  | Malmö FF                  |                           |                 | 2 |                     |                     |  |  | 18 mai 2014, Stockholm | 18 mai 2014, Stockholm |
|  | IF Brommapojkarna         | 0                         |                 |   |                     |                     |  |  | 18 mai 2014, Stockholm | 18 mai 2014, Stockholm |
|  | IF Brommapojkarna         | 0                         | Helsingborgs IF | 0 |                     |                     |  |  |                        |                        |
|  | 23 mars 2014, Göteborg    |                           | Helsingborgs IF | 0 |                     |                     |  |  |                        |                        |
|  |                           | IF Elfsborg               | 1               |   |                     |                     |  |  |                        |                        |
|  | IFK Göteborg              | IF Elfsborg               | 1               | 0 |                     |                     |  |  |                        |                        |
|  | IFK Göteborg              | 1er mai 2014, Uppsala     |                 | 0 |                     |                     |  |  |                        |                        |
|  | IK Sirius                 | 1                         |                 |   |                     |                     |  |  |                        |                        |
|  | IK Sirius                 | 1                         | IK Sirius       | 1 |                     |                     |  |  |                        |                        |
|  | 23 mars 2014, Elfsborg    |                           | IK Sirius       | 1 |                     |                     |  |  |                        |                        |
|  |                           | IF Elfsborg               | 4               |   |                     |                     |  |  |                        |                        |
|  | IF Elfsborg               | IF Elfsborg               | 4               | 1 |                     |                     |  |  |                        |                        |
|  | IF Elfsborg               |                           |                 | 1 |                     |                     |  |  |                        |                        |
|  | BK Häcken                 | 0                         |                 |   |                     |                     |  |  |                        |                        |
|  | BK Häcken                 | 0                         |                 |   |                     |                     |  |  |                        |                        |

### Quarts de finale
| Date et lieu                          | Équipe 1             | Score | Équipe 2               | Affluence |
| ------------------------------------- | -------------------- | ----- | ---------------------- | --------- |
| 22 mars 2014 Olympia (Helsingborg)    | Helsingborgs IF (D1) | 2 - 1 | GAIS (D2)              | 2 530     |
| 22 mars 2014 Swedbank Stadion (Malmö) | Malmö FF (D1)        | 2 – 0 | IF Brommapojkarna (D1) | 3 442     |
| 23 mars 2014 Ullevi (Göteborg)        | IFK Göteborg (D1)    | 0 – 1 | IK Sirius (D2)         | 4 689     |
| 23 mars 2014 Borås Arena (Borås)      | IF Elfsborg (D1)     | 1 - 0 | BK Häcken (D1)         | 2 228     |

### Demi-finales
| Date et lieu                           | Équipe 1       | Score | Équipe 2             | Affluence |
| -------------------------------------- | -------------- | ----- | -------------------- | --------- |
| 1er mai 2014 Swedbank Stadion (Malmö)  | Malmö FF (D1)  | 0 - 2 | Helsingborgs IF (D1) | 8 540     |
| 1er mai 2014 Studenternas IP (Uppsala) | IK Sirius (D2) | 1 – 4 | IF Elfsborg (D1)     | 6 000     |

### Finale
| Date et lieu                      | Équipe 1             | Score | Équipe 2         | Affluence |
| --------------------------------- | -------------------- | ----- | ---------------- | --------- |
| 18 mai 2014 Friends Arena (Solna) | Helsingborgs IF (D1) | 0 - 1 | IF Elfsborg (D1) | 3 423     |